# Calicovatellus
Calicovatellus is een geslacht van kevers uit de familie  waterroofkevers (Dytiscidae).
Het geslacht is voor het eerst wetenschappelijk beschreven in 2001 door K.B.Miller & Lubkin.

## Soorten
Het geslacht omvat de volgende soort:
- Calicovatellus petrodytes K.B.Miller & Lubkin, 2001